# General Electric T901
General Electric T901 (GE3000) je turbohřídelový motor ve výkonové třídě 2200 kW (3000 k) vyvíjený americkou společností GE Aviation v rámci programu Armády Spojených států amerických ITEP (Improved Turbine Engine Program). T901 se má stát novým standardním turbohřídelovým motorem amerického armádního letectva. Vybaveny jím mají být vrtulníky Black Hawk, Apache/Guardian a nakonec perspektivní konvertoplány V-280 Valor. Oproti dřívějším motorům General Electric T700 má mít přibližně o 50 % vyšší výkon a o 25 % nižší spotřebu paliva.

## Historie
Společnost GE Aviation vyvinula motor T901-GE-900 v rámci amerického armádního programu ITEP. Jeho počátky sahají do roku 2006. V té době vyvstala potřeba vyvinout novou generaci výkonnějších motorů, které budou kompenzovat nárůst hmotnosti stívajících bojových vrtulníků. V programu soupeřila společnost GE Aviation s jednohřídelovým motorem GE3000 (T901) s joint venture týmem ATEC (Advanced Turbine Engine Company) ve složení firem Honeywell a Pratt & Whitney s koceptem dvouhřídelového motoru HPW3000 (T900). V roce 2016 oba konkurenti získaly prostředky na rozpracování svých projektů (GE Aviation 102 milionů dolarů a ATEC 154 milionů). Roku 2019 se vítězem stal motor T901 od GE Aviation.
Na podzim 2023 byly první dva motory dodány jako pohon prototypů vrtulníků Sikorsky Raider X a Bell 360 Invictus, vyvíjených v programu FARA (Future Attack Reconnaissance Aircraft). Program FARA však byl v únoru 2024 zrušen a dodané motory byly využity k pozemním zkouškám na prototypu Raider X. Další dva předsériové motory byly dodány v roce 2024 pro letové zkoušky na vrtulníku Sikorsky UH-60M Black Hawk. Uskutečnění prvního letového testu v typu  UH-60M bylo veřejně oznámeno 15. května 2025.